# Lumiracoxib
Lumiracoxib é um anti-inflamatório não estereoidal de classe coxib (anti-inflamatórios inibidores seletivos da COX-2), fabricada pela multinacional Novartis, que oferece além de uma potente eficácia analgésica e anti-inflamatória, diz-se que também disponibiliza segurança tanto gastrointestinal (reduzindo os problemas como úlceras e complicações) quanto cardiovascular (alteração dos níveis pressóricos) em relação a outros medicamentos do mesmo tipo.

## Propriedades
Este medicamento, assim como os demais inibidores seletivos da COX-2, apesar da referência à redução de problemas gastrointestinais, pode causar problemas de estômago se tomado por prazos superiores a 4 dias ou dosagens superiores a 1 comprimido ao dia.

## Indicações
- Artrite
- Osteoartrite
- Dismenorreia
- Cefaleia grave
- Entorses
- Cervicalgias
- Lombalgia
- Quadro inflamatório tanto a nível muscular quanto esquelético

## Proibição de venda
No mês de julho de 2008, a Vigilância Sanitária do Estado de São Paulo fez a interdição de todos lotes do medicamento, sob alegação de reações adversas, cardiovasculares e hepática. Precisamente no dia 22 de julho de 2008, a Anvisa, cancelou o registro do medicamento em todo o país. De julho de 2005 até abril de 2008 foram 3585 situações de reações adversas.
Em 11 de agosto de 2007, a Austrália, proibiu sua comercialização pela morte de pacientes que usavam o medicamento. O FDA, não havia aprovado seu uso em humanos.